# Пукажув (Лодзинське воєводство)
Пукажув (пол. Pukarzów) — село в Польщі, у гміні Житно Радомщанського повіту Лодзинського воєводства.
Населення — 203 особи (2011).
У 1975-1998 роках село належало до Ченстоховського воєводства.

## Демографія
Демографічна структура станом на 31 березня 2011 року:
|          | Загалом | Допрацездатний вік | Працездатний вік | Постпрацездатний вік |
| -------- | ------- | ------------------ | ---------------- | -------------------- |
| Чоловіки | 106     | 28                 | 61               | 17                   |
| Жінки    | 97      | 25                 | 45               | 27                   |
| Разом    | 203     | 53                 | 106              | 44                   |